# Hipposideros papua
Hipposideros papua là một loài động vật có vú trong họ Dơi nếp mũi, bộ Dơi. Loài này được Thomas & Doria mô tả năm 1886.